# 滨湖费尔德
滨湖费尔德是奥地利克恩顿州菲拉赫兰县的一个市镇。总面积33.68平方公里，总人口1171人，人口密度34.8人/平方公里（2011年）。